# L'Angoissante Aventure
Pour plus de détails, voir Fiche technique et Distribution.
L'Angoissante Aventure est un film français réalisé par Iakov Protazanov, sorti en 1920.

## Fiche technique
- Titre français : L'Angoissante Aventure
- Réalisation : Iakov Protazanov
- Scénario : Iakov Protazanov, Alexandre Volkoff et Ivan Mosjoukine
- Photographie : Fédote Bourgasoff et Nicolas Toporkoff
- Société de production : Ermolieff Films
- Pays de production : France
- Format : Noir et blanc - 1,33:1 - Film muet
- Date de sortie : 
  - France : 19 novembre 1920

## Distribution[1]
- Ivan Mosjoukine : Henri de Granier
- Valentine Dark : Lucie de Morange
- Nathalie Lissenko : Yvonne Lelys
- Dimitri Buchowetzki : Charles de Granier
- Alexandre Colas : marquis Octave de Granier
- Camille Bardou
- Nicolas Koline
- Vera Orlova

## Autour du film
Le film a été tourné lors du voyage vers la France de Iakov Protazanov et sa troupe, pendant les escales et achevé à Paris